# Anna Christie (film fra 1930)
Anna Christie er en amerikansk romantisk dramafilm fra 1930, instrueret af Clarence Brown og produceret af Metro-Goldwyn-Mayer.
Filmen havde Greta Garbo, Charles Bickford, George F. Marion og Marie Dressler i hovedrollerne.
Filmen handler om en tidligere prostitueret, der forelsker sig , men får problemer når hendes fortid bliver kendt.
Manuskriptet er skrevet af Frances Marion, baseret på et Broadway-skuespil af samme navn i 1921, skrevet af Eugene O'Neil.
Skuespillet havde tidligere været filmatiseret som en stumfilm i 1923.
Filmen markerede Greta Garbos tonefilmsdebut, og hun blev nomineret til en Oscar for bedste kvindelige hovedrolle for sin rolle i filmen.
Garbo spillede også rollen i den tyske version af filmen udgivet i 1931.

## Medvirkende
- Greta Garbo som Anna Christie
- Charles Bickford som Matt Burke
- George F. Marion som Chris Christofferson
- Marie Dressler som Marthy Owens
- James T. Mack som Harpe-Johnny
- Lee Phelps som bartenderen Larry

## Priser og nomineringer
| År   | Pris  | Kategori                     | Nomineret          | Resultat  |
| ---- | ----- | ---------------------------- | ------------------ | --------- |
| 1930 | Oscar | Bedste instruktør            | Clarence Brown     | Nomineret |
| 1930 | Oscar | Bedste kvindelige hovedrolle | Greta Garbo        | Nomineret |
| 1930 | Oscar | Bedste fotografering         | William H. Daniels | Nomineret |

## Eksterne Henvisninger
- Anna Christie på Internet Movie Database (engelsk)
- Anna Christie på Filmdatabasen
- Anna Christie i Svensk Filmdatabas (svensk)
- Anna Christie på AlloCiné (fransk)
- Anna Christie på MovieMeter (nederlandsk)
- Anna Christie på AllMovie (engelsk)
- Anna Christie hos American Film Institute (engelsk)
- Anna Christies profil hos Encyclopædia Britannica Online (engelsk)
- Anna Christie på Turner Classic Movies (engelsk)
- Anna Christie på The Movie Database (engelsk)